# Пуенте-ла-Рейна-де-Хака
Пуенте-ла-Рейна-де-Хака (ісп. Puente la Reina de Jaca, араг. Puen d'a Reina de Chaca) — муніципалітет в Іспанії, у складі автономної спільноти Арагон, у провінції Уеска. Населення — 218 осіб (2009).
Муніципалітет розташований на відстані близько 340 км на північний схід від Мадрида, 55 км на північний захід від Уески.
На території муніципалітету розташовані такі населені пункти: (дані про населення за 2009 рік)
- Хав'єррегай: 81 особа
- Пуенте-ла-Рейна-де-Хака: 53 особи
- Санта-Енграсія-де-Хака: 81 особа

## Демографія
Динаміка населення (INE ):